# 冕路德
冕路德（Martin Luther Stimson；1856年7月6日—1935年11月4日）美国公理会第一位进入中国山西省的传教士。
1856年7月6日，冕路德出生于美国佛蒙特州华盛顿县的沃特伯里（Waterbury）。父亲 Joel Grow Stimson（43岁，1812–1905）母亲 Cynthia Roxana Stone（34岁，1822–1908）。他有两个哥哥：Edward Payson Stimson（1848–1932）和Charles Walker Stimson（1850–1918），还有一个妹妹Juliette Walker Stimson（1857–1918 ）。
冕路德就读于欧柏林学院神学院。1881年1月5日，冕路德写信给美国公理会差会(ABCFM)，代表一批欧柏林神学院的学生志愿前往中国传教，称为“欧柏林学生志愿传道团”（Oberlin Band）。1881年7月6日是冕路德25岁生日，与 Emily Brooks Hall（1857–1943）在欧柏林结婚。同年受差遣前往中国传教。暂驻直隶通州。1883年，冕路德在山西太谷建立了山西省的第一个总堂。1884年奉派至汾州开拓。
1889年奉派转赴新西兰传教。1910年时，他住在美国 Boardman Township, Clayton, Iowa。1935年11月4日，在俄亥俄州欧柏林去世，享年79岁。葬于Westwood Cemetery。夫人1943年辞世，享年85岁。
冕路德育有至少二男二女活到成年：James Palmer Stimson（1883–1964）和Louis Albert Stimson（1891–1976），女儿Edith May Stimson（1886–1987）和Yeoli Stimson  Acton（1887–1977）。